# Zwrotnik

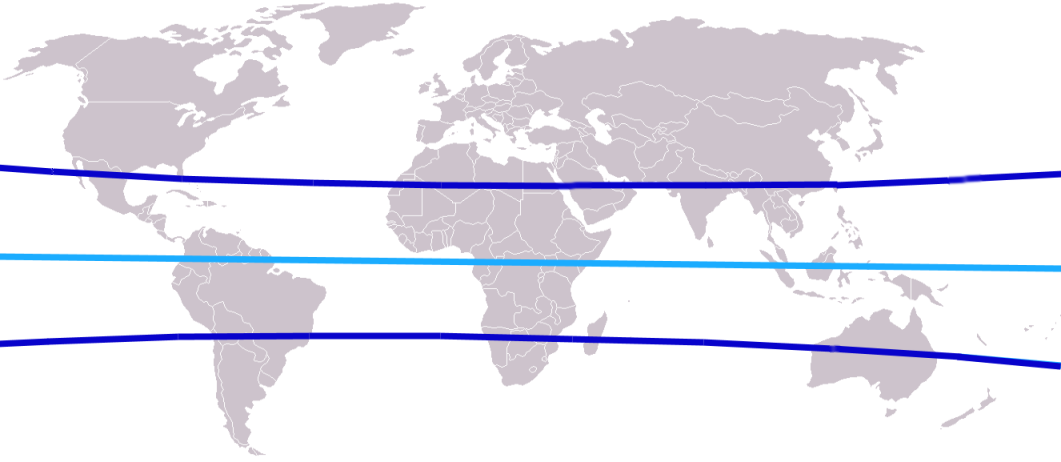
Zwrotnik Raka (górna linia) i Koziorożca (dolna linia) oraz równik (jasna linia) na mapie świata

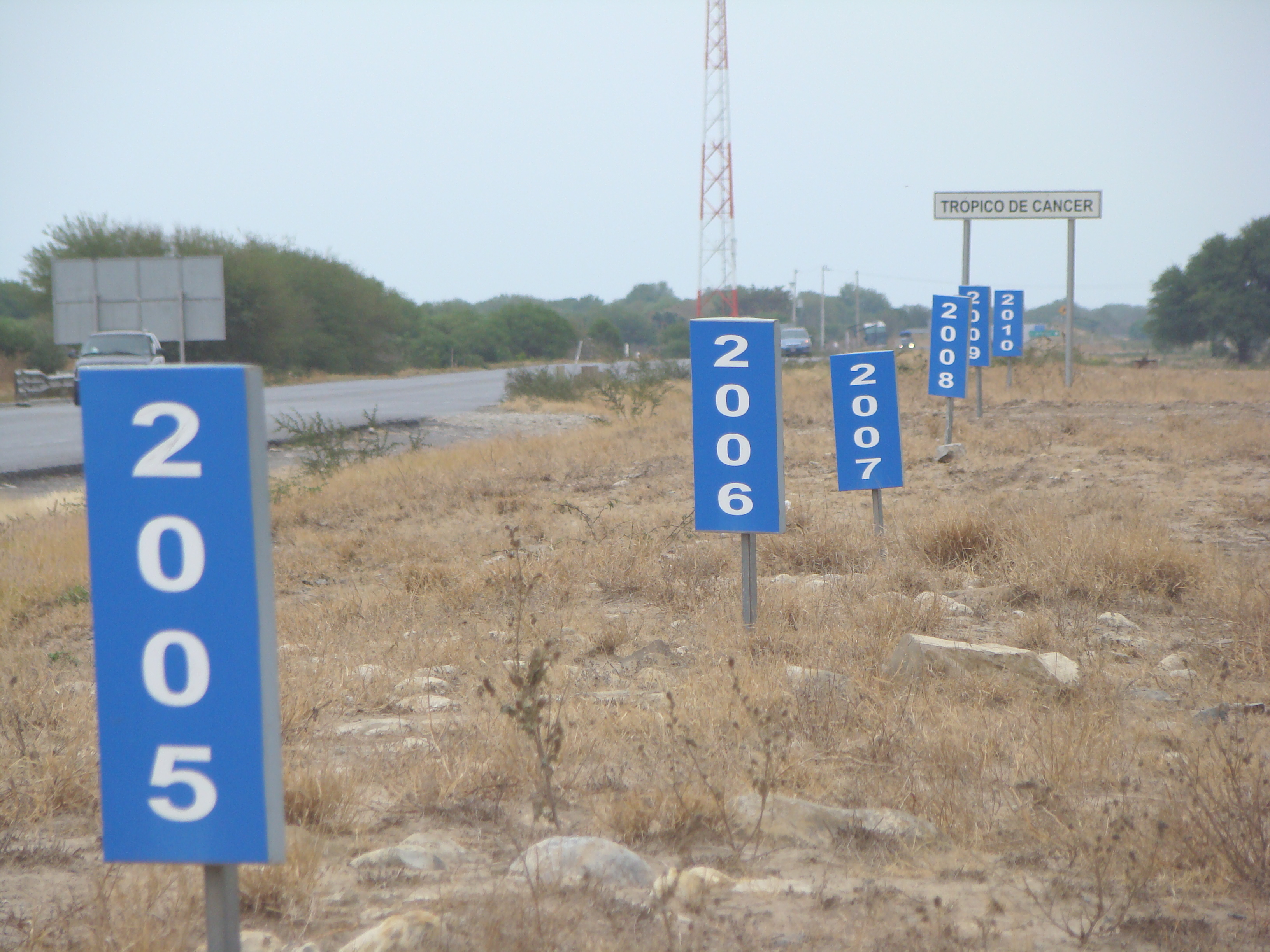
Oznaczenia przebiegu zwrotnika Raka w latach 2005–2010 w Meksyku

Zwrotnik (tłum. gr. τροπικός κύκλος 'zwrotny krąg') – równoleżnik ziemski, nad którym Słońce „zawraca” w swym pozornym rocznym ruchu po niebie. Jedynie w obszarze między zwrotnikami Słońce można obserwować w zenicie. Szerokość geograficzna zwrotników jest definiowana przez nachylenie ekliptyki do równika niebieskiego. Ponieważ ten kąt powoli zmienia się w czasie, stąd zwrotniki nie zajmują stałego położenia na Ziemi i aktualnie powoli zbliżają się do siebie o prawie pół sekundy (0,47”) rocznie. W roku 2011 zwrotnik Raka znajdował się na 23° 26′ 16″ szerokości geograficznej północnej, a zwrotnik Koziorożca na 23° 26′ 16″ szerokości geograficznej południowej. W roku 1917 znajdowały się dokładnie na szerokości 23° 27'.
Zwrotnik Koziorożca
W momencie przesilenia grudniowego (tzn. zimowego na półkuli północnej) Słońce dochodzi do zwrotnika półkuli południowej – zwrotnika Koziorożca. Moment ten na półkuli północnej rozpoczyna astronomiczną zimę. Nazwa pochodzi od gwiazdozbioru Koziorożca, w którym znajdowało się Słońce w momencie przesilenia zimowego 2000 lat temu, gdy nadano nazwę temu zwrotnikowi. W dzisiejszych czasach, na skutek precesji, w momencie tego przesilenia Słońce znajduje się w gwiazdozbiorze Strzelca.
Zwrotnik Raka
W momencie przesilenia czerwcowego (tzn. letniego na półkuli północnej) Słońce dochodzi do zwrotnika półkuli północnej – zwrotnika Raka. Moment ten na półkuli północnej rozpoczyna astronomiczne lato. Nazwa pochodzi od gwiazdozbioru Raka, w którym znajdowało się Słońce w momencie przesilenia letniego 2000 lat temu, gdy nadano nazwę temu zwrotnikowi. W dzisiejszych czasach, na skutek precesji, w momencie tego przesilenia Słońce znajduje się w gwiazdozbiorze Bliźniąt.